# 淡水河谷
淡水河谷公司（葡萄牙語：Vale S.A.；：VALE），是一家巴西跨国公司，主营金属冶炼和采矿业，并且是巴西最大的物流企业之一。淡水河谷是世界前十大矿业公司，同时是世界上最大的铁矿石（砂矿）供应商和第一大镍供应商。全球铁矿石价格谈判的主要谈判方之一。截止2021年，巴西淡水河谷公司是拉丁美洲市值最高的公司，约为1110亿美元。

## 历史
1909年，一位在巴西修建维多利亚—米纳斯铁路的英国工程师最先发现了当地储藏的铁矿石，随后英美投资者对其进行开发。美国企业家珀西瓦尔·法夸尔在1911年成立伊塔比拉铁矿公司。
1942年，巴西总统瓦加斯决定将伊塔比拉铁矿公司收归国有，成立了淡水河谷公司，后隶属于巴西联邦政府矿业动力部。
第二次世界大战爆发后，淡水河谷公司开始为美国和英国等国家提供铁矿石。
1960年代，淡水河谷成立了远洋子公司，开始涉足交通、市场和生铁加工等业务。
1973年，淡水河谷的货轮首次驶抵中国。
1985年，淡水河谷已经拥有了34家子公司和合资公司。
1994年，淡水河谷在上海设立办事处，同上海宝钢有在巴西合资开发铁矿砂的合作项目。
在巴西总统卡多佐新自由主义政策的大力推动下，巴西国内的国有企业纷纷进行私有化。淡水河谷亦于1997年启动私有化。财团、圣保罗沃特兰蒂姆工业集团以及巴西社会保障基金会等成为淡水河谷的主要股东。2002年，私有化正式完成，同時淡水河谷在纽交所、圣保罗和马德里三地上市。
2006年12月，中国宝钢第一次代表中国钢铁企业與淡水河谷達成铁矿石基准价格。淡水河谷北部和南部生产的粉矿价格将在2006年的基础上上涨9.5%。這也是中国钢铁企业在铁矿石价格谈判上首次取得首发定价权。
2010年，淡水河谷在香港發行普通股及優先股的預託證券，預託證券在12月8日在香港交易所上市。普通預託證券股份和優先預託證券股份的上市編號分別是6210和6230。
2016年4月，淡水河谷因香港預託證券成交量低，申請撤回香港預託證券的上市地位。
2017年，淡水河谷营收总计340亿美元，净利润达55亿美元，拥有74000多名员工。其中中国是淡水河谷最大的市场，其2017年生产的3.4亿吨铁矿石，有约2亿吨出口到中国。在2018年《财富》世界500强企业中，淡水河谷排名325位。
2023年3月，淡水河谷与中国合作伙伴宝武子公司、太原钢铁、徐工集团等签署了7项合作文件。
2023年5月，Mundoro宣布将与淡水河谷合作在美国亚利桑那州推出新的铜项目。

## 事故

### 布魯馬迪紐尾礦壩事故
2019年1月25日，淡水河谷位于米纳斯吉拉斯州一处铁矿废料矿坑堤坝发生决堤，造成大量泥浆和垃圾冲向布鲁马迪纽以及附近一些村落，沿途摧毁不少建筑物和民宅，并造成上百人死亡和失踪。巴西环境和可再生资源协会已经决定对淡水河谷公司罚款2.5亿雷亚尔。米纳斯吉拉斯州司法部门表示，将要求冻结淡水河谷公司60亿雷亚尔的资金以用于事故赔偿和灾后重建等。

## 采矿业务
- 铁矿石，淡水河谷铁矿石的产出由90年代中期的9000万吨上升到超过3亿5000万吨。份额占到巴西的80%[7]和世界的15%。
- 锰与锰合金，1999年淡水河谷开始了锰合金业务，如今已是全球第二大生产商，每年产出230万吨锰和50万吨锰合金。
- 镍，淡水河谷是世界最大镍生产商，年产25万吨以上。
- 铜，淡水河谷从2004年上半年开始生产铜，如今年产约25万吨。

## 铝业
淡水河谷涉足铝业各个环节，从开采铝土矿，氧化铝提取到生产铝。但其重点关注的是铝土矿开采和氧化铝提取。

## 其他
- 必和必拓
- 力拓集团